# Callisia warszewicziana
Callisia warszewicziana är en himmelsblomsväxtart som först beskrevs av Carl Sigismund Kunth och Carl David Bouché, och fick sitt nu gällande namn av David Richard Hunt. Callisia warszewicziana ingår i släktet sköldpaddstuvor, och familjen himmelsblomsväxter. Inga underarter finns listade.

## Bildgalleri

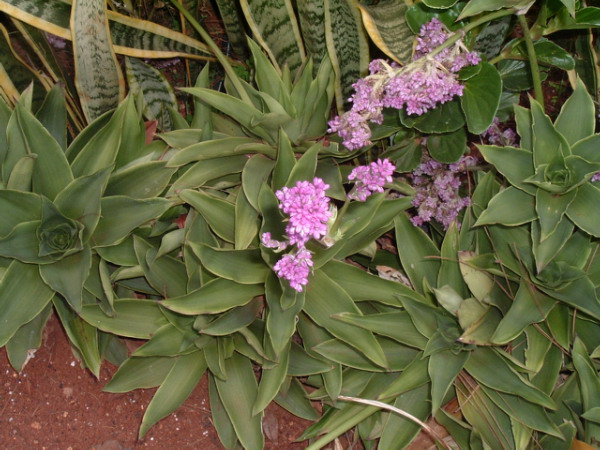